# Крушево (Пловдивська область)
Кру́шево (болг. Крушево) — село в Пловдивській області Болгарії. Входить до складу общини Пирвомай.

## Населення
За даними перепису населення 2011 року у селі проживали 814 осіб.
Національний склад населення села:
| Національність   | Кількість осіб | Відсоток |
| ---------------- | -------------- | -------- |
| болгари          | 587            | 84,0%    |
| турки            | 67             | 9,6%     |
| цигани           | 28             | 4,0%     |
| Всього відповіли | 699            |          |

Розподіл населення за віком у 2011 році:
Динаміка населення: